# Nicke & Nilla
Nicke & Nilla var ett barnprogram som sändes i TV4 i flera säsonger åren 2001-2004 och i repris 2005. Nicke och Nilla var något som kallades för barnväktare och hjälpte barn i nöd. Programmet tog vid efter Nicke & Mojje.
Nicke & Nilla användes också som artistnamn som släppte två album som sålde guld och var även ute på turné och satte upp en barnföreställning som gick för utsålda hus på Liseberg och på Intima Teatern i Stockholm.